# The Photographer's Wife
The Photographer's Wife är en EP av den svenska sångerskan Stina Nordenstam i samarbete med den amerikanske trummisen och låtskrivaren Anton Fier och flera andra musiker. Skivan gavs ut 1996 på Eastwest Records, både som CD och 10"-vinylsingel. Båda formaten innehåller samma tre låtar. Låtarna är alla krediterade som remixer och originalen har aldrig blivit kommersiellt utgivna.

## Låtlista
Alla låtar är skrivna av Stina Nordenstam och Anton Fier.
1. "I Could Still (Be an Actor)" - 5:30 (Microman-remix)
2. "Now When I See You" - 5:39 (Descendence-remix)
3. "The Things You Said" - 3:53 (Descendence-remix)

## "Music from the Original Soundtrack"?
EP-skivan är paketerad som "Music from the Original Soundtrack", men filmen som inspirerade dess innehåll verkar aldrig ha blivit utgiven.

## Musiker
- Stina Nordenstam - sång
- Anton Fier - trummor
- Knox Chandler - gitarr
- Bill Laswell - bas